# Буковець (Велике Лаще)
Буковець (словен. Bukovec) — поселення в общині Велике Лаще, Осреднєсловенський регіон, Словенія. 
Висота над рівнем моря: 682,2 м.